# Chérancé (Mayenne)
Pour les articles homonymes, voir Chérancé.
Chérancé est une commune française, située dans le département de la Mayenne en région Pays de la Loire, peuplée de 155 habitants.
La commune fait partie de la province historique de l'Anjou (Haut-Anjou).

## Géographie
Chérancé est une petite commune rurale située à l'extrême sud du département, juste en limite du département de Maine-et-Loire. L'Oudon sépare le territoire communal de celui de Châtelais et sert ainsi de limite avec le département voisin de Maine-et-Loire.

### Climat
Pour des articles plus généraux, voir Climat des Pays de la Loire et Climat de la Mayenne.
En 2010, le climat de la commune est de type climat océanique altéré, selon une étude du CNRS s'appuyant sur une série de données couvrant la période 1971-2000. En 2020, Météo-France publie une typologie des climats de la France métropolitaine dans laquelle la commune est exposée à un climat océanique et est dans la région climatique  Bretagne orientale et méridionale, Pays nantais, Vendée, caractérisée par une faible pluviométrie en été et une bonne insolation. 
Pour la période 1971-2000, la température annuelle moyenne est de 11,5 °C, avec une amplitude thermique annuelle de 14 °C. Le cumul annuel moyen de précipitations est de 705 mm, avec 12 jours de précipitations en janvier et 6,6 jours en juillet. Pour la période 1991-2020, la température moyenne annuelle observée sur la station météorologique de Météo-France la plus proche, « Segré_sapc », sur la commune de Segré-en-Anjou Bleu à 13 km à vol d'oiseau, est de 12,8 °C et le cumul annuel moyen de précipitations est de 704,6 mm,. Pour l'avenir, les paramètres climatiques de la commune estimés pour 2050 selon différents scénarios d'émission de gaz à effet de serre sont consultables sur un site dédié publié par Météo-France en novembre 2022.

## Urbanisme

### Typologie
Au 1er janvier 2024, Chérancé est catégorisée commune rurale à habitat très dispersé, selon la nouvelle grille communale de densité à sept niveaux définie par l'Insee en 2022.
Elle est située hors unité urbaine. Par ailleurs la commune fait partie de l'aire d'attraction de Craon, dont elle est une commune de la couronne,. Cette aire, qui regroupe 9 communes, est catégorisée dans les aires de moins de 50 000 habitants,.

### Occupation des sols
L'occupation des sols de la commune, telle qu'elle ressort de la base de données européenne d’occupation biophysique des sols Corine Land Cover (CLC), est marquée par l'importance des territoires agricoles (100 % en 2018), une proportion identique à celle de 1990 (100 %). La répartition détaillée en 2018 est la suivante : 
terres arables (73 %), prairies (26,6 %), zones agricoles hétérogènes (0,4 %). L'évolution de l’occupation des sols de la commune et de ses infrastructures peut être observée sur les différentes représentations cartographiques du territoire : la carte de Cassini (XVIIIe siècle), la carte d'état-major (1820-1866) et les cartes ou photos aériennes de l'IGN pour la période actuelle (1950 à aujourd'hui).

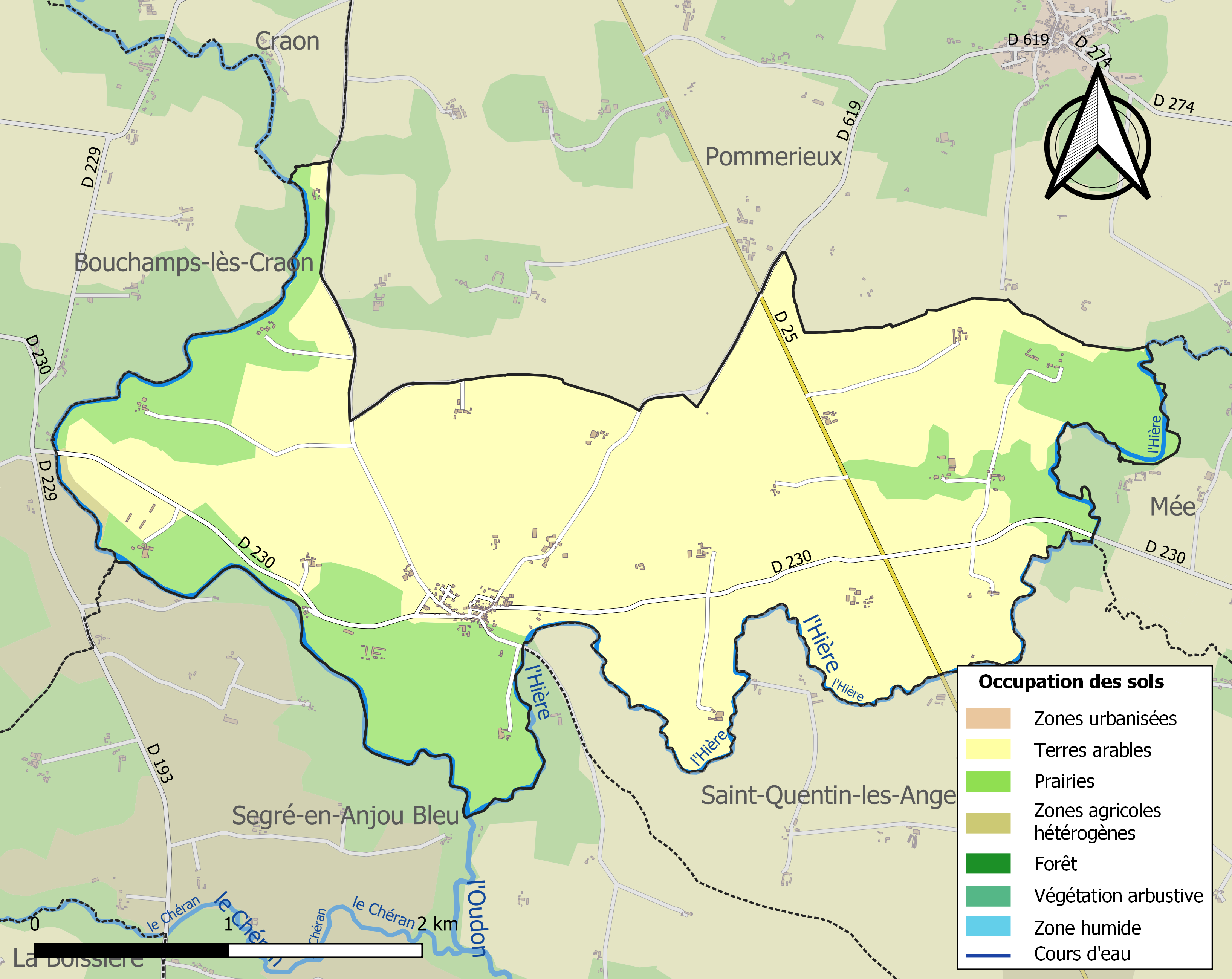
Carte des infrastructures et de l'occupation des sols de la commune en 2018 (CLC).

## Histoire
Au Moyen Âge puis sous l'Ancien Régime, la commune faisait partie du fief de la baronnie angevine de Craon et dépendait de la sénéchaussée principale d'Angers et du pays d'élection de Château-Gontier.
| Morts pour la France 1914-1918 |
| ------------------------------ |

| Nom et prénom                                 | Date et lieu de naissance                              | Date et lieu de décès                                         |
| Houdmon Eugène                                | 27 février 1887 à Chérancé                             | 22 août 1914 à Virton (Belgique)                              |
| Quiévrault Gustave                            | 23 décembre 1888 à Saint-Quentin-les-Anges             | 22 août 1914 à Virton (Belgique)                              |
| Piel Victor                                   | 24 décembre 1884 à Chérancé                            | 24 août 1914 à Moincourt (Meuse)                              |
| Houdmon Narcisse                              | 10 mai 1893 à Chérancé                                 | 31 août 1914 à Tailly (Ardennes)                              |
| Fourrier Alexandre                            | 10 mai 1893 à La Chapelle-Glain (Loire-Atlantique)     | 17 octobre 1914 à l'hôpital de Laval                          |
| Cuisinier Eugène                              | 9 décembre 1881 à Chérancé                             | 4 novembre 1914 à Andechy (Somme)                             |
| Arthuis Ferdinand                             | 22 juin 1880 à Chérancé                                | 22 février 1915 (Champagne)                                   |
| Sureau Victor                                 | 8 mai 1884 à Chérancé                                  | 13 juillet 1915 au ravin des Mérissons (Argonne)              |
| Guillet Albert                                | 12 novembre 1891 à Chérancé                            | 13 août 1915 à Marchéville (Meuse)                            |
| Guideau Auguste                               | 12 mars 1894 à Chérancé                                | 27 septembre 1915 près du Bois Sabot (Marne)                  |
| Houdmon Joseph                                | 14 février 1884 à Chérancé                             | 18 janvier 1916 à Braux-Sainte-Cohière (Marne)                |
| Robin Charles                                 | 15 août 1896 à Chérancé                                | 29 juin 1916 au Bois d'Avaucourt                              |
| Olivrie Joseph                                | 18 juillet à Senonnes                                  | ?                                                             |
| Houdmon Émile                                 | 28 juillet 1897 à Chérancé                             | 2 septembre 1917 au bois des Caurières                        |
| Houdmon E                                     | ?                                                      | ?                                                             |
| Fourrier Pierre                               | 22 février 1892 à La Chapelle-Glain (Loire-Atlantique) | 21 septembre 1918 à l'hôpital du petit Champ de foire à Craon |
| Madio J                                       | ?                                                      | ?                                                             |
| Madiot Georges                                | 1er mai 1897 à Pommerieux                              | 12 octobre 1918 à Senuc (Ardennes)                            |
| Pelhatre Joseph                               | 21 novembre 1896 à Congrier                            | 14 octobre 1918 à l'hôpital de Sézanne (Marne)                |
| Sources communales et SGA Mémoire des Hommes. |                                                        |                                                               |

## Politique et administration
| Période   | Période   | Identité          | Étiquette | Qualité             |
| --------- | --------- | ----------------- | --------- | ------------------- |
| mars 1989 | mars 2008 | Jean-Michel Prime | SE        | Instituteur         |
| mars 2008 | En cours  | Jacky Vallée      | SE        | Technicien agricole |

## Démographie
L'évolution du nombre d'habitants est connue à travers les recensements de la population effectués dans la commune depuis 1793. Pour les communes de moins de 10 000 habitants, une enquête de recensement portant sur toute la population est réalisée tous les cinq ans, les populations de référence des années intermédiaires étant quant à elles estimées par interpolation ou extrapolation. Pour la commune, le premier recensement exhaustif entrant dans le cadre du nouveau dispositif a été réalisé en 2005.
En 2022, la commune comptait 155 habitants, en évolution de −3,73 % par rapport à 2016 (Mayenne : −0,73 %, France hors Mayotte : +2,11 %).
| 1793 | 1800 | 1806 | 1821 | 1831 | 1836 | 1841 | 1846 | 1851 |
| ---- | ---- | ---- | ---- | ---- | ---- | ---- | ---- | ---- |
| 376  | 377  | 347  | 359  | 376  | 354  | 314  | 334  | 371  |

| 1856 | 1861 | 1866 | 1872 | 1876 | 1881 | 1886 | 1891 | 1896 |
| ---- | ---- | ---- | ---- | ---- | ---- | ---- | ---- | ---- |
| 375  | 377  | 366  | 375  | 381  | 322  | 331  | 324  | 346  |

| 1901 | 1906 | 1911 | 1921 | 1926 | 1931 | 1936 | 1946 | 1954 |
| ---- | ---- | ---- | ---- | ---- | ---- | ---- | ---- | ---- |
| 316  | 295  | 296  | 281  | 266  | 271  | 290  | 254  | 270  |

| 1962 | 1968 | 1975 | 1982 | 1990 | 1999 | 2005 | 2006 | 2010 |
| ---- | ---- | ---- | ---- | ---- | ---- | ---- | ---- | ---- |
| 277  | 280  | 232  | 216  | 201  | 166  | 166  | 169  | 168  |

| 2015 | 2020 | 2022 | - | - | - | - | - | - |
| ---- | ---- | ---- | - | - | - | - | - | - |
| 160  | 150  | 155  | - | - | - | - | - | - |

## Économie
Chérancé est la première commune de la Mayenne[réf. nécessaire] à avoir changé son éclairage public pour le remplacer par un système de lampes LED sur tout son territoire

### Lieux et monuments

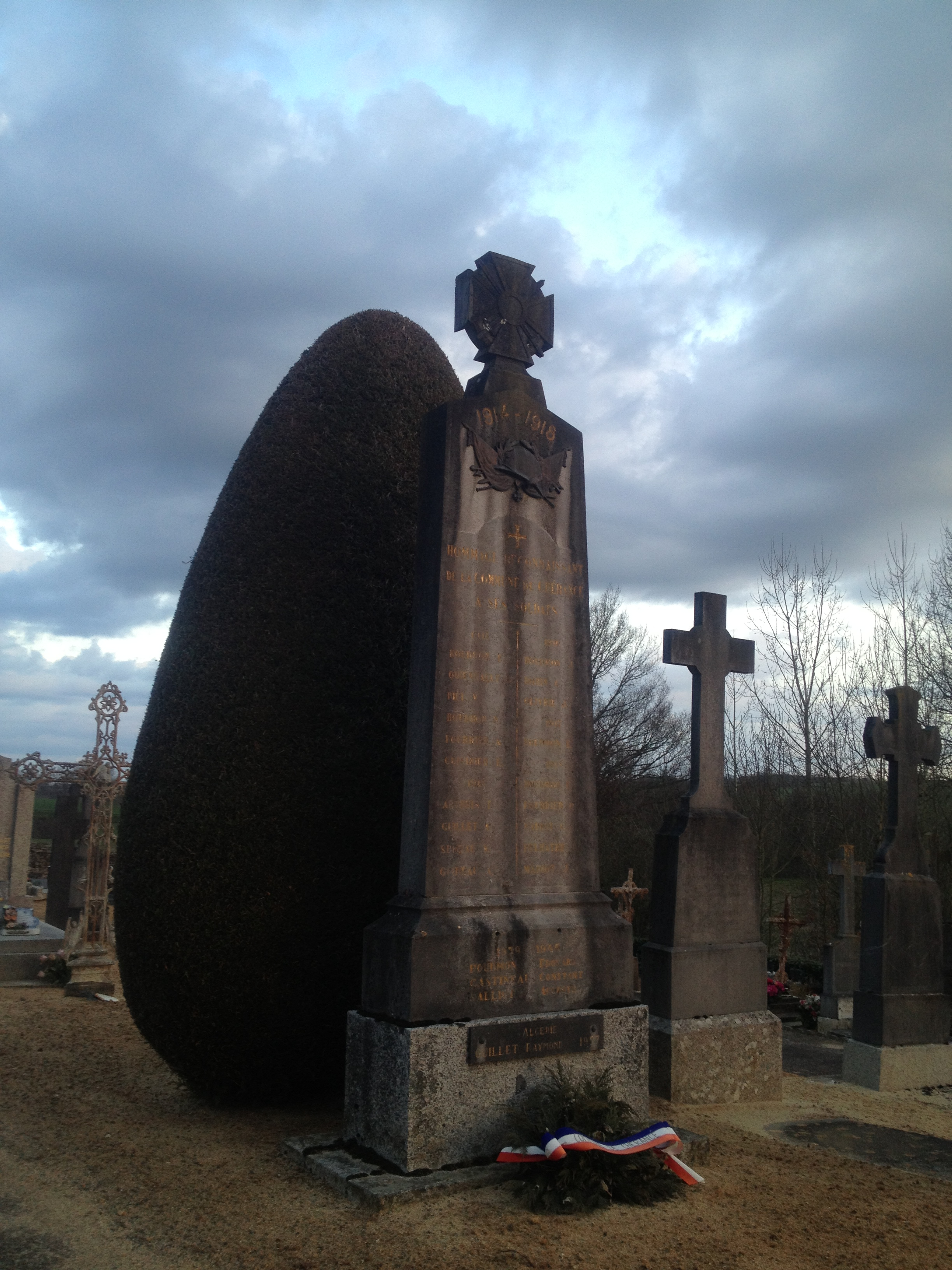
Le monument aux morts.

## Culture locale et patrimoine

### Lieux de pêche
L'Oudon, rivière dans laquelle on peut pêcher gardons, rotengles, brèmes sans oublier de belles pièces de brochets, quelques sandres et autres anguilles.